# Mindre tåtelsmygare
Mindre tåtelsmygare, Thymelicus lineola, är en fjärilsart i familjen tjockhuvuden. Vingspannet varierar mellan 22 och 27 millimeter på olika individer.

## Beskrivning

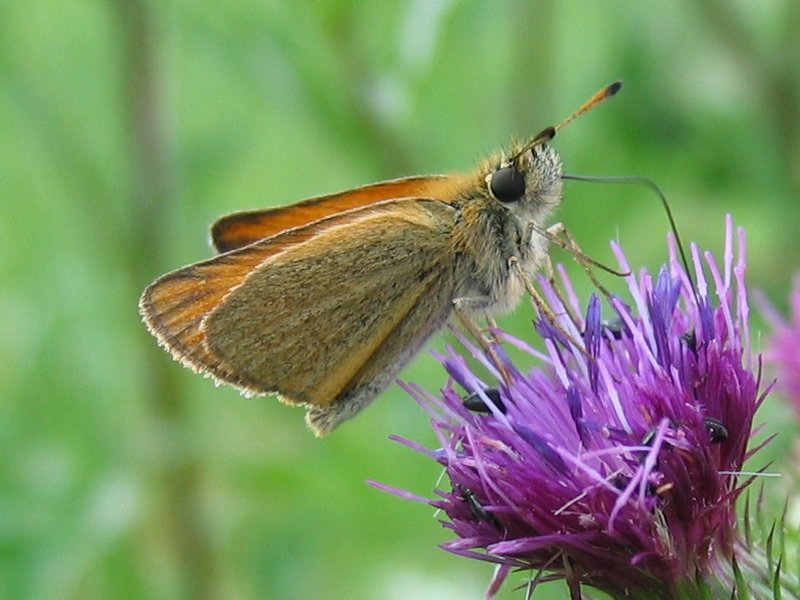
Den mindre tåtelsmygaren kan kännas igen på den svarta antennklubban.

Ovansidan är gulbrun med mörkbruna kanter. Vingribborna är ofta brunsvarta, speciellt på bakvingen. Honan är något ljusare än hanen. Undersidan är grågul hos båda könen. Larven är ljusgrön med ljusare längsgående linjer och ljusbrunt huvud. Den blir upp till 25 millimeter lång. Den fullvuxna fjärilen kan vara svår att skilja från större tåtelsmygare. Undersidan av antennklubban är dock svart hos mindre tåtelsmygare och gulbrun hos större tåtelsmygare. Antennklubban är den grövre, yttersta delen av antennen.

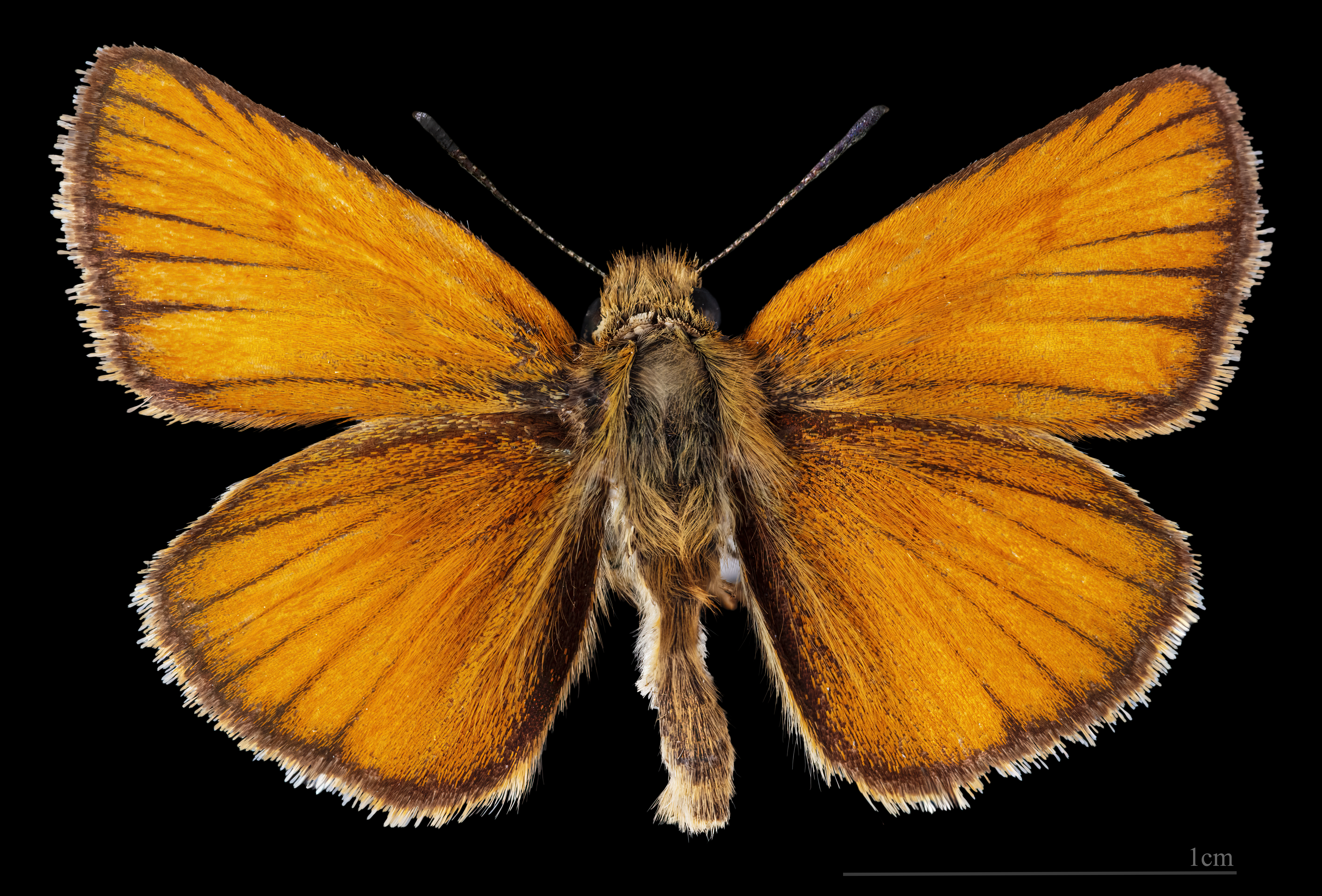
Thymelicus lineola ♂
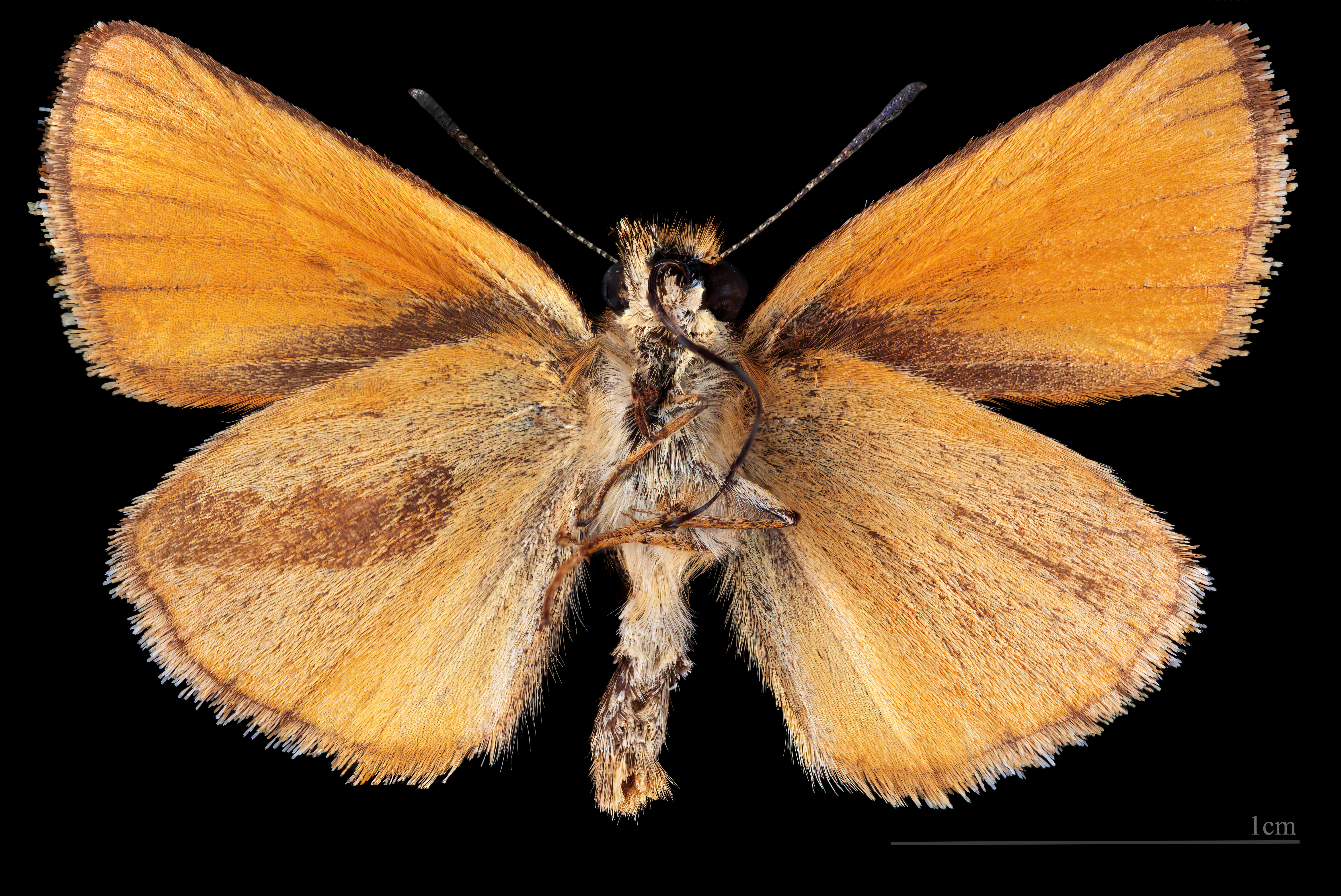
♂ △
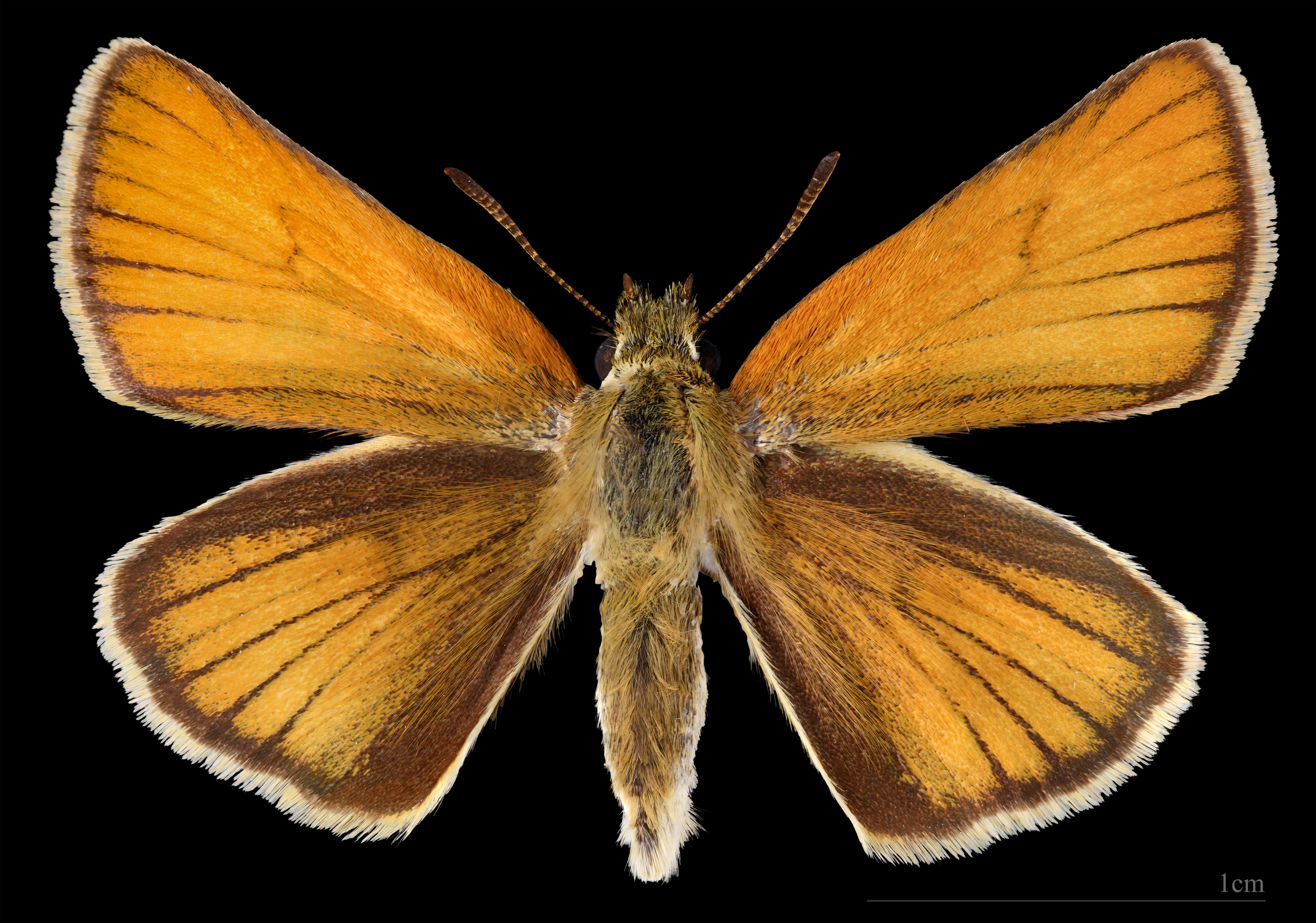
♀
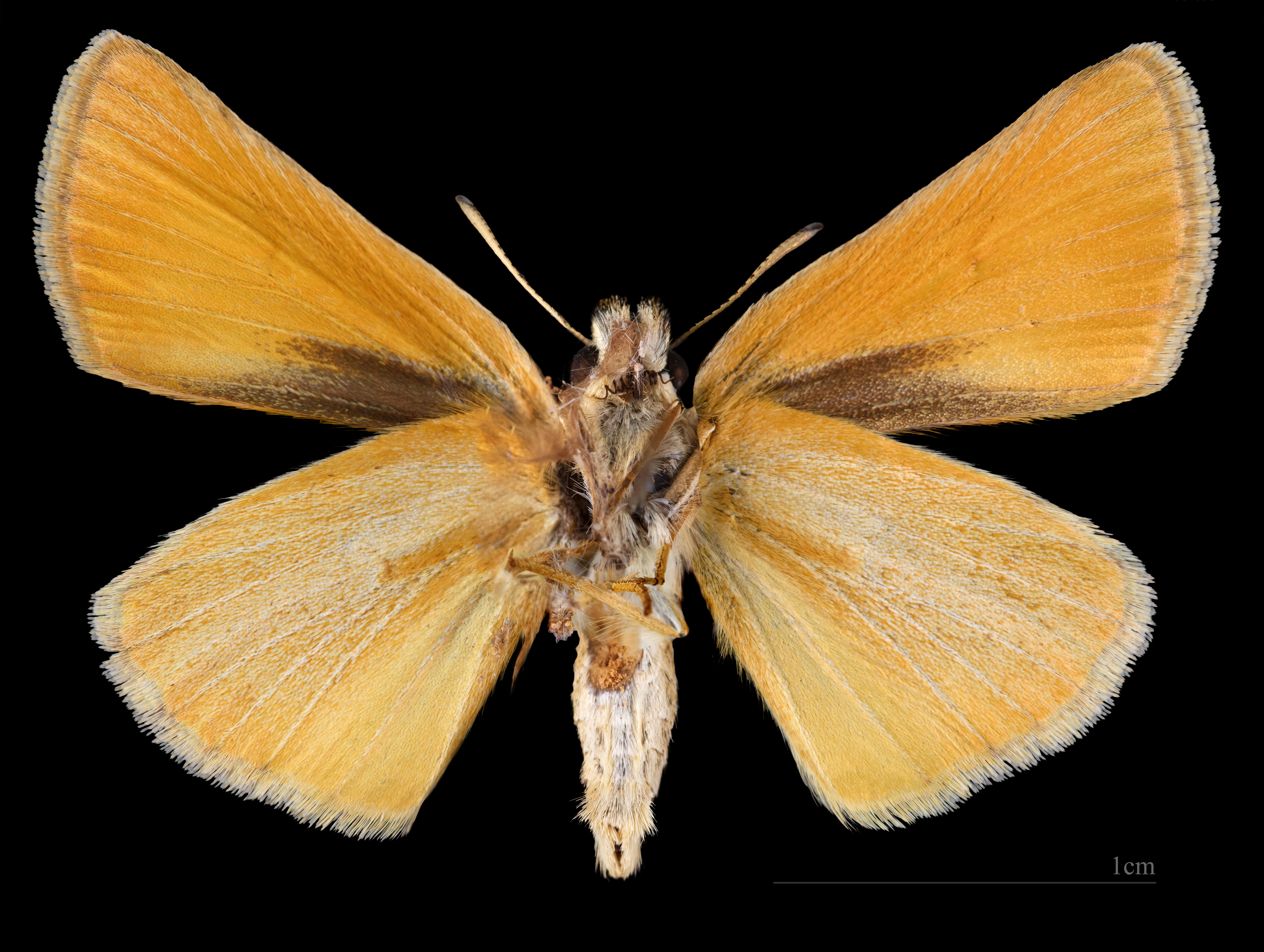
♀ △

Mindre tåtelsmygares värdväxter, de växter larverna äter av och lever på, är olika gräs, till exempel bergrör, timotej och kvickrot.
Flygtiden, den period när fjärilen är fullvuxen, imago, är i juli-augusti.

## Utbredning
Mindre tåtelsmygares utbredningsområde är i Nordafrika, Europa, Centralasien och Amurområdet. Den är införd och etablerad i Nordamerika. I Norden finns den i Danmark, lokalt i södra Norge, i Sverige upp till Gästrikland samt i södra halvan av Finland. Dess habitat är ängar, dikeskanter och andra miljöer där det finns gräs.